# Lamborghini
|  | Per a altres significats, vegeu «Osvaldo Lamborghini». |

Automobili Lamborghini S.p.A., més coneguda com a Lamborghini és avui dia una filial d'Audi AG (Grup Volkswagen). És una empresa italiana fabricant d'automòbils «superesportius» localitzada a Sant'Agata Bolognese, a Bolonya, a pocs kilòmetres de Maranello. L'empresa va ser creada el 1963 per Ferruccio Lamborghini (1916 - 1993) com a resultat de l'èxit de la seva fàbrica de tractors, Lamborghini Trattori S.p.A..
Ferruccio Lamborghini era propietari de molts cotxes «superesportius» fins i tot, un Ferrari. Hi ha moltes versions del perquè Ferruccio Lamborghini va començar la seva pròpia empresa de cotxes, però totes mencionen una baralla entre ell i Enzo Ferrari. La versió més creïble, segons explica el fill de Ferruccio, és que Ferruccio Lamborghini va anar a queixar-se personalment a la fàbrica de Ferrari per la mala qualitat de l'embragatge del seu Ferrari 250 GT. Ferrari el va fer fora dient-li que se n'anés a conduir tractors perquè no era capaç de conduir cotxes. Ferruccio va tornar a la seva fàbrica, va fer desmuntar l'embragatge del seu Ferrari i es va adonar que el fabricant d'embragatges era el mateix que li proveïa als dels seus tractors. Als seus magatzems va trobar un recanvi que li va semblar adequat, i quan el va instal·lar va solucionar el problema.
Des dels seus inicis, els Lamborghinis es caracteritzen per ser uns cotxes amb dissenys agressius i impressionants, amb motors molt potents i ràpids, i uns dels cotxes més cars del món. Contràriament al que es diu, a Ferruccio Lamborghini no li agradaven els espectacles de Braus, però li agradaven molt els toros com a animal majestuós i el seu símbol de zodíac era Taurus, és per això que molts dels seus models tenen noms de quelcom relacionat amb els toros (entre altres, braus indultats a l'arena i amb d'altres fites històriques) .
La seva empresa de tractors, fundada el 1947, va ser comprada per SAME (ara anomenada Same Deutz-Fahr), després que Ferruccio perdés l'interès pels tractors a finals dels anys 60. Els tractors Lamborghini es venen encara avui en dia com a part del grup Same Deutz-Fahr.

## Història

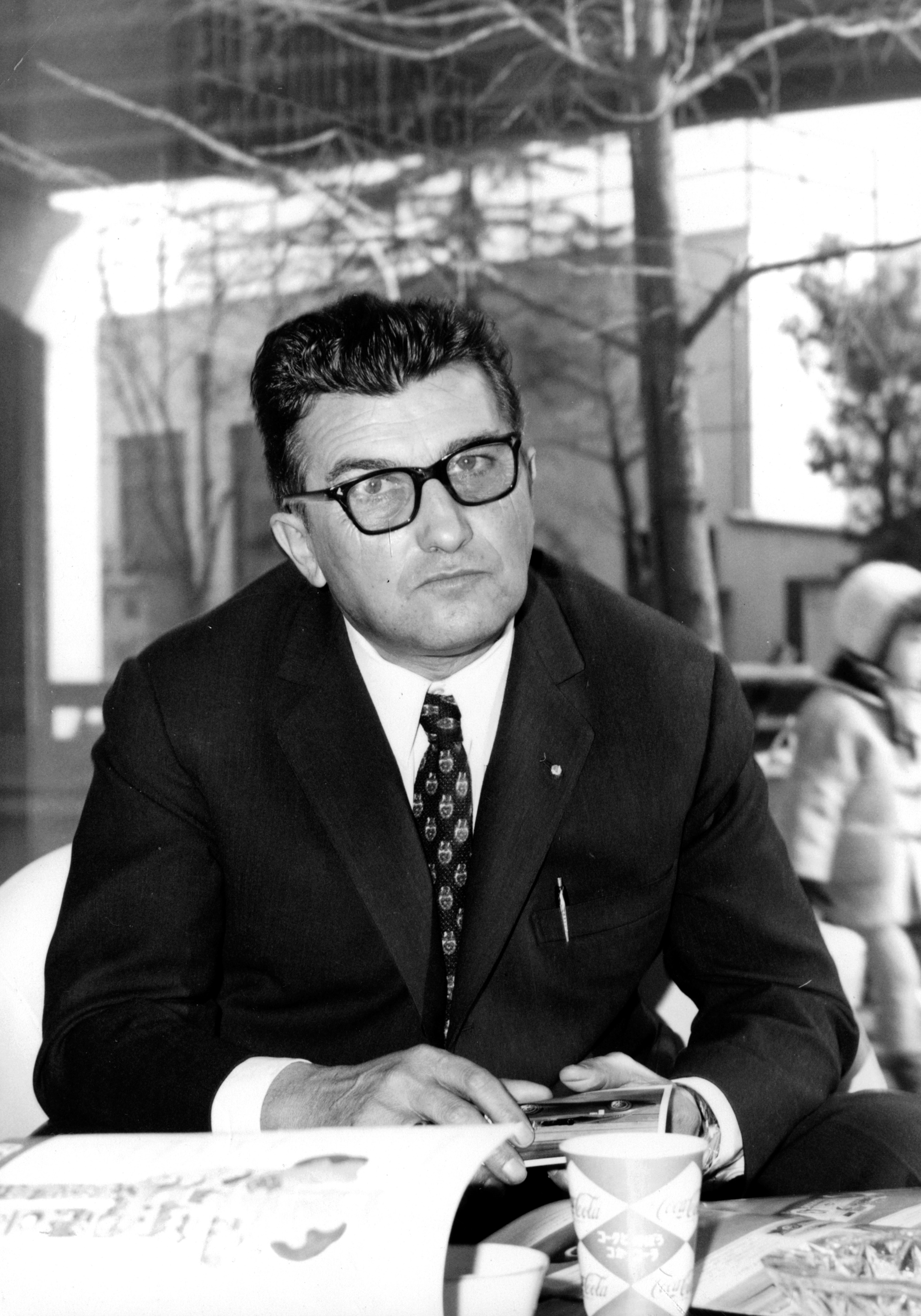
El fundador de la marca, Ferruccio Lamborghini (1916-1993)

Acabada la Segona Guerra Mundial, Ferruccio Lamborghini, que s'havia ocupat d'un destacament de transport per a l'exèrcit italià, va començar a comprar sobrants de vehicles militars per convertir-los en maquinària agrícola. Tal va ser l'èxit del seu nou negoci que, al 1960, Lamborghini ja era el tercer industrial italià dedicat a la construcció de maquinària agrícola, especialment de tractors. La seva motivació pels cotxes esportius en particular i, la gota que va fer vessar el got, va ser l'embragatge del seu Ferrari 250 GTB. Després de nombroses revisions al taller, encara fallava. Ferruccio va decidir desmuntar i verificar-lo ell mateix, i en descobrir que tenia moltes peces que usava als seus tractors, amb un preu més elevat en estar en un automòbil esportiu, es va enfurismar i va començar a maquinar la idea de fabricar automòbils esportius per competir amb la marca del Cavallino Rampante.
El primer model de la marca Lamborghini va ser el 350 GTV, que no va passar de prototip, i desenvolupava una velocitat màxima de 240 km / h. Després va seguir el 350 GT i el 400 GT que van tenir gran acceptació pel públic, però la marca, no seria majoritàriament coneguda fins al radical Lamborghini "Miura" de 1967, que va marcar les tendències en cotxes extremadament ràpids. Aquest tenia un gran atractiu i va ser el primer cotxe a portar el motor en posició central, amb la peculiaritat que aquest va ser l'únic on es muntava en posició transversal (un V12 amb 370 CV en el cas del Miura P400). Aquesta idea va ser influïda pel gran èxit que tenia en aquell moment el Ford GT40, la qual cosa seria la gènesi del terme superesportiu.
Establint així, la posició central del motor i la tracció al darrere com estàndard comú als cotxes superesportius.
Aquesta nova configuració del motor no seria ben vista per Enzo Ferrari, ja que segons les paraules de l'Enzo: "els cavalls han de tirar del cotxe, no empènyer" (referint-se a la posició davantera longitudinal dels seus esportius); però el gran èxit del Miura i les seves superbes qualitats de maneig va portar a Ferrari, a migrar cap al motor central als seus models, cosa que es manté fins als nostres dies en ambdós fabricants, i encara influeix a molts d'altres.
Al 1973 va arribar l'encara més famós Lamborghini Countach, on el terme de superesportius s'acabaria d'encunyar: extremadament baix, ample, ràpid i amb portes de tisora. Va ser el rei de la velocitat i tota una icona durant els seus 13 anys de producció, amb les seves nombroses variacions ("LP 400" de 1973, "LP 400S" de 1978, "LP500S" de 1983, "Quattrovalvole" de 1985 i "25 Aniversari" de 1988). Lamentablement, la crisi del petroli i el desavantatge de només vendre cotxes cars i exòtics va portar a Ferruccio a vendre totalment la seva fàbrica a la dècada dels 70, després de nombrosos problemes econòmics que amenaçaven a tancar la fàbrica. Per evitar això, es va recórrer a maniobres com fer un pacte amb BMW per realitzar el primer M1, projecte que va prosperar a mitges, i el desenvolupament d'un tot terreny per a la milícia anomenat LM002. Paral·lelament als superesportius amb motor V12, s'anaven realitzant altres esportius menys potents i "accessibles", com el Lamborghini Islero (1969), Lamborghini Jarama (1970), Lamborghini Urraca (1972).
Tots aquests noms són espanyols, relacionats amb la tauromàquia. "Miura" es un cèlebre criador de braus i "Islero" va ser un cèlebre animal que va matar el famós torero "Manolete". En general, cada nom és pres d'un toro brau "indultat", és a dir, aquell que se li ha perdonat la vida a la arena per la seva bravura i coratge a la lluita contra el matador - característiques afins amb els seus automòbils—segons Ferruccio. Per això l'escut de la firma porta per nom "Raging Bull".
Als anys 1990, quan lamborghini va tenir una efímera aparició a la Fórmula 1, aparegué el substitut del "Lamborghini Countach": l'espectacular Lamborghini Diablo, el qual reclamava per a si, com ja era costum als models amb motor V12 d'aquesta marca, el títol de cotxe de producció industrial més veloç del món, superant els 320 km / h. Es van realitzar nombroses variacions amb base Lamborghini Diablo: el "VT" de tracció total (1993), el "ES 30" (1994) que commemorava els 30 anys de la factoria, el "SV" (1996) o "Super Veloce" (Lloc a punt per velocitat); però malgrat aquestes obres mestres, Lamborghini no va poder remuntar econòmicament, cosa que el va portar a estar a punt de fer fallida al 1998, any en què es va integrar al grup alemany Volkswagen. Finalment, els últims Diablo "GT" (1999), "GTR" (1999) i "VT 6.0 ES" (2001) van desaparèixer i van donar lloc al Lamborghini Murciélago el 2002, i el menys potent Lamborghini Gallardo en 2003.
L'any 2000 hi va haver un acord amb l'equip alemany Reiter Enginnering per introduir el primer Lamborghini estrictament de competició a curses de la FIA GT. Per això, es va haver d'adequar el Lamborghini Murciélago A les estrictes normes GT, amb el nou Lamborghini Murciélago R-GT, i més tard amb el Gallardo GTR. Tots dos fins ara han tingut un èxit moderat.
L'empresa va celebrar els seus 40 anys l'any 2003 trobant-se en el seu millor moment, ja que havia quadruplicat les seves vendes al món. El 2004 va crear un model descapotable "Lamborghini Murciélago Roadster" i el 2005 el "Gallardo Spyder", el 2006 es va llançar l'evolució amb base "Lamborghini Murciélago" anomenat "LP 640", l'edició limitada "Lamborghini Rebentada" i el "Gallardo Superleggera" el 2007, i podria venir també un GT 2 +2 i uns tot terreny.
Es considera a Lamborghini una de les marques més prestigioses i desitjades del món a causa de la gran qualitat assolida pels seus esportius, entre els quals molts són mítics referents de la història contemporània de l'automòbil. En honor dels 50 anys de l'empresa italiana, es va fabricar el Lamborghini Veneno, presentat al Saló de l'Automòbil de Ginebra Del 2013
Lamborghini també ha participat a les curses de Fórmula 1 de motor des de 1989 fins a 1993, com a proveïdor de motors per a l'equip Larrousse (1988 a 1990 i 1992 i 1993), Lotus (1990), Ligier (1991) i Minardi (1992). El 1991 va entrar a la Fórmula 1 dissenyant i construït un vehicle totalment per Lamborghini. L'equip va ser anomenat Equip de Mòdena (també conegut com a Lamborghini).

## Motors Lamborghini
- Lamborghini V8
- Lamborghini V10
- Lamborghini V12

## Propietaris de Lamborghini, la seva història
- Ferruccio Lamborghini del 1963 al 1972.
- Georges-Henri Rossetti del 1972 al 1973.
- Georges-Henri Rossetti & René Leimer del 1972 al 1977.
- "Amministrazione Controllata" del 1978 al 1980.
- Jean-Claude & Patrick Mimran del 1981 al 1987.
- "Chrysler" del 1987 al 1994.
- "Megatech" del 1994 al 1998.
- Audi/Volkswagen AG.

## Automòbils produïts
Productes descatalogats
- 350 GTV
- 350 GT
- 400 GT
- 400 GT 2+2
- P 400 Miura
- P 400 Miura S
- P 400 Miura SV
- Espada S 1
- Espada S 2
- Espada S 3
- Islero 400 GT
- Islero 400 GTS
- Jarama 400 GT
- Jarama 400 GTS
- Urraco P 111
- Urraco P 200
- Urraco P 250
- Urraco P 300
- P 118 Silhouette
- Countach LP 400
- Countach LP 400 S
- Countach LP 500 S
- Countach LP 5000 S QV
- Countach Anniversario 25 th
- LM 002
- Jalpa P 350
- Diablo 2wd
- Diablo GT
- Diablo GTR
- Diablo VT Roadster
- Diablo SE30
- Diablo SV
- Diablo SVR
- Diablo VT
- Diablo 6.0
- Diablo 6.0 SE
- Murciélago
- Murciélago R-GT

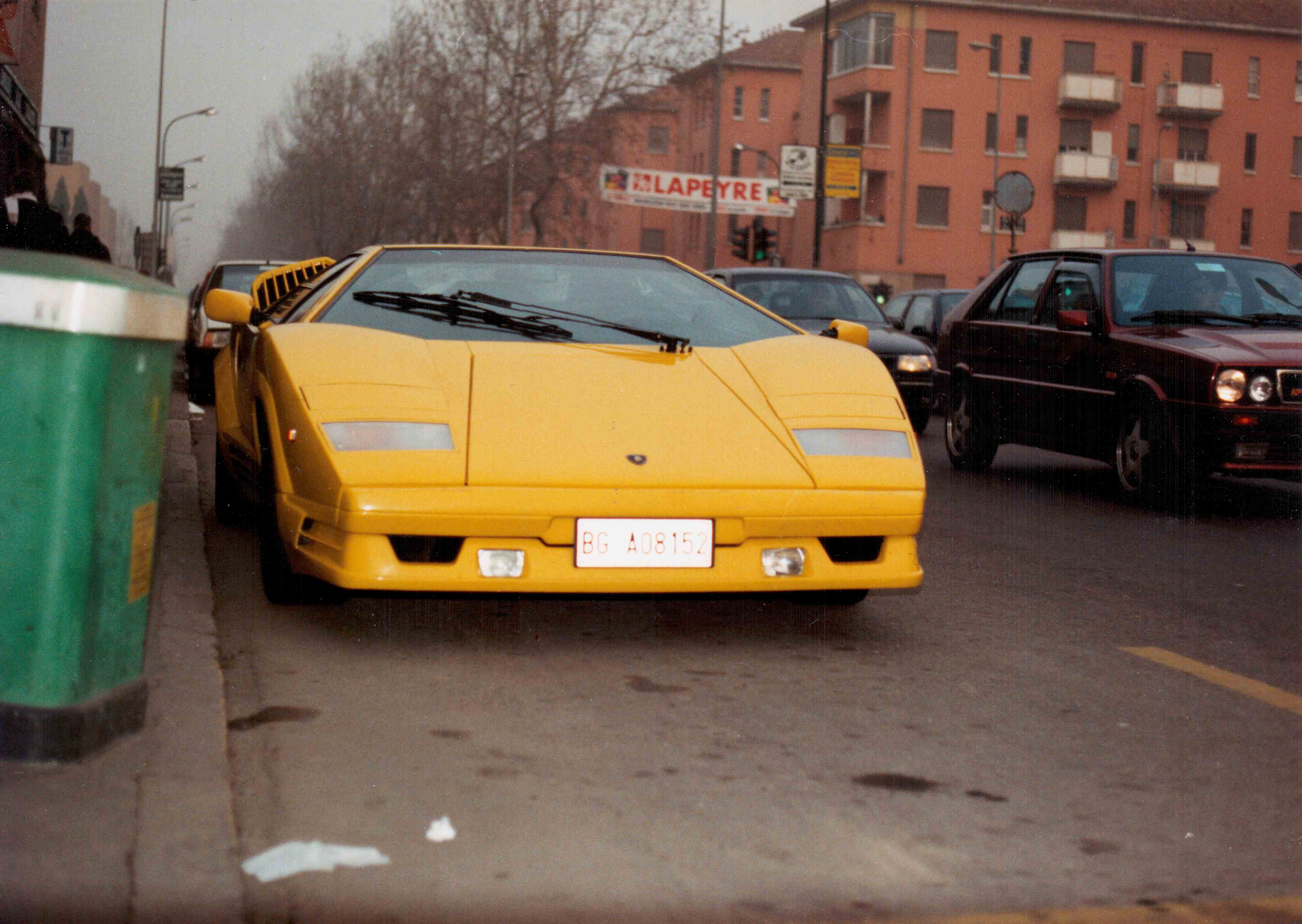
Lamborghini Countach

- Murciélago 40th Anniversary Edition
- Gallardo
- Murciélago Roadster
- Gallardo Superleggera
- Reventón (20 unitats)
- Gallardo Spyder

Models en producció
- Murciélago LP 640
- Murciélago LP 640 Roadster
- Murciélago LP 670-4 SV
- Gallardo LP 560-4
- Gallardo LP 560-4 Spyder
- Gallardo LP 550-2 Valentino Balboni
- Gallardo LP 570-4 Superleggera
- Gallardo GTR Super trofeo
- Sesto Elemento
- Lamborghini Aventador

## Prototips
- Lamborghini Marzal (1967)
- Lamborghini Miura Jota
- Lamborghini Countach LP500 (1971)
- Lamborghini AMS Raceca (1972)
- Lamborghini P114 Bravo (1974)
- Lamborghini Faena
- Lamborghini Cheetah (1977)
- Lamborghini Countach "Alfieri/Mimran"
- Lamborghini Countach Evoluzione
- Lamborghini Athon (1980)
- Lamborghini LM 001 (1981)
- Lamborghini Marco Polo (1982)
- Lamborghini LM 004 (1984)
- Lamborghini Portofino (1987)
- Lamborghini P140 (1988)
- Lamborghini Genesis (1988)
- Lamborghini Calà (1995)
- Lamborghini Raptor (1996)
- Lamborghini Canto (1999)
- Lamborghini Stella (2000)
- Lamborghini Concept S (2005)
- Lamborghini Miura Concept (2006)
- Lamborghini Estoque (2008)
- Lamborghini Sesto Elemento (2010)